# Ісфандіяр-хан I
Ісфандіяр-хан I (д/н—1643) — хівинський хан у 1623—1643 роках.

## Життєпис

### Боротьба з братами
Походив з династії Арабшахів, гілки Шибанідів. Син Араб Мухаммад-хана та ймовірно представниці туркменської знаті. Ймовірно був досить дорослим, оскільки у 1602 році під час сходження на трон батько передав йому владу над місто Кят. Про подальшу діяльність обмаль відомостей. Втім вже у 1617 році був намісником Хазараспу, а Кят перейшов дойого брата Абулгазі.
1622 року, коли його брат Ільбарс полонив їх батька, то Ісфандіяр спільно з іншим братом —Абулгазі — виступив проти Ільбарса, змусивши зрештою звільнити Араб Мухаммад-хана. Через 5 місяців Ільбарс виступив проти батька, якого переміг і полонив. Потім інший брат — Хабаш-султан — осліпив Араб Мухаммад-хана. Ісфандіяр не зміг вчасно зібрати війська, тому відступив до Хазараспу, де зрештою вимушен був здатися. Його було відправлено в хадж до Мекки.
На шляху до Мекки Ісфандіяр прибув до двору перського шаха Аббаса I, який надав тому 500 кизилбашів. З ними Ісфандіяр 1623 року рушив проти брата Ільбарсхана II, який наказав стратити Араб Мухаммада, брата Хорезм Шаха-султана та 2 синів Ісфандіяра. Втім це не зупинило останнього, на бік якого перейшли провідні туркменські племена. В битві на річці Амудар'я Хабаш-султан зазнав поразки й втік до Ільбарс-хана II. Вирішальна битва відбулася біля Ургенча, де хан зазнав поразки, потрапив у полон, де був страчений. Новим ханом став Ісфандіяр.

### Панування
Доволі швидко зміцнив владу серед туркменів такаракалпаків. 1624 року надав браттям Абулгазі і Шаріф-султану в управління міста Ургенч і Вазір відповідно. 1625 року вступив у конфлікт з братом Абулгазі через підтримку тим впливових шейхів узбецького племені найманів, яких хан розглядав як ворогів. Абулгазі та Шаріф-султан зібрали військо, з яким рушили на Хіву. Протягом 1625 і 1626 років змусив братів відступити, а потім розсіяв ворожих узбеків. 1627 року Абулгазі втік до казахського хана Єсіма.
1628 року стикнувся з нападами калмиків на чолі із Хо-Урлюком на Мангишлак (підвладний Хіві), де захопив і увів за собою частину туркменів (племена кизил-аяків). 1629 року Ісфандіяр-хан I домігся в Турсун-Мухаммед-султана, правителя Шашу, видачі брата Абулгазі, але той відправив останнього з загоном, за допомогою якого Абулгазі захопив Хазарасп. Втім хан спільно з братом Шаріф-султаном переміг Абулгазі, якого відправив заручником до двору перського шаха Сефі I.
У 1633 і 1639 року відправляв посольства до Московського царства з метою поліпшення торговельних зв'язків. Також підтримував мирні відносини з Персією та Османською імперією.
Помер 1643 року. Трон спадкував його син Юшан-султан, що визнав зверхність бухарського хана Надир-Мухаммада, сподіваючись на допомогу. Втім за підтримки знаті владу перебрав брат померлого — Абулгазі.